# Sarcostemma angustissima
Sarcostemma angustissima là một loài thực vật thuộc họ Asclepiadaceae. Đây là loài đặc hữu của Ecuador.